# Fèsta d'Oc
Pour les articles homonymes, voir Festa (homonymie).
Fèsta d'Oc est un festival d'été et de plein air du monde occitan qui se tient depuis 2001 à Béziers à la mi-juillet.

## Concept
Festival pluridisciplinaire, Fèsta d'Oc est un rendez-vous estival de l'Occitanie centré sur la musique et s'élargissant à des nombreuses animations (course camarguaise, joutes nautiques,
messe occitane, marchés aux saveurs, jeux d'enfants, expositions et débats sur le monde occitan et autres causeries).
Sa programmation musicale dépasse le monde occitan et invite chaque année des artistes de tous les « Suds » (Cesária Évora, Yuri Buenaventura, Enrico Macias...). Plusieurs concerts en cœur de ville (allées Paul Riquet, cloître Saint-Nazaire, cloître Saint-Aphrodise) mettent en scène groupes locaux et artistes internationaux.
Fèsta d'Oc est l'aboutissement d'une charte signée en 1999 par la ville de Béziers qui s'engage à promouvoir la langue d'Oc notamment par la valorisation et le soutien du monde associatif occitan.

## Programmation
- 2007 : Gotan Project, Cesária Évora, Yasmina Levy, Cristina Branco.
Frédéric Fortes, Vespas, Cyrille Brotto et Guillaume Lopez, La mal coiffée, Dupain, Du Bartas, Lo Cor de la Plana, Spi et la Gaudriole, Oc, Terra Maïre, Azalaïs, Tafanari, Zo, Corne d'Azur'oc, Biscam pas, Marti, Méthode Ancestrale
- 2006 : Yuri Buenaventura, Enrico Macias, Omara Portuondo et un cycle cinéma sur Victoria Abril.
- 2005 : Mariza, Agnès Jaoui, Noa.
- 2004 : le groupe Nadau, Alan Stivell, Bernard Lavilliers et Mino Cinelu, les Goulamas'k.
- 2003 : Jean-Paul Poletti et le chœur d'hommes de Sartène, Les Troubadours Arts Ensemble (dirigé par Gérard Zuchetto), Massilia Sound System, Julia Migenes, Rassegna, Idir.
- 2002 : Maria del Mar Bonet, Claude Nougaro, Les Commandos Percu, Corou de Berra, Trio Esperanza, Ruben Velasquez
- 2001 : Els comediants, Misia, Montanaro Miquèu, Sapho, Angélique Ionatos.